# تاکوما تاکدا
تاکوما تاکدا (انگلیسی: Takuma Takeda؛ زادهٔ ۱۲ اکتبر ۱۹۹۵) بازیکن فوتبال است.